# Statistika zemědělství
Statistika zemědělství je jedním ze souborů národohospodářských statistik Českého statistického úřadu. Data pro statistiku zemědělství se získávají především ze statistických výkazů Ministerstva zemědělství ČR.
Statistika tohoto odvětví zahrnuje jak živočišnou, tak rostlinnou výrobu. Pokud jde o živočišnou výrobu, patří sem především výroba masa, tj. nákup jatečných zvířat v České republice a porážky zvířat bez ohledu na to, zda jsou tuzemského původu nebo byla dovezena ze zahraničí. Stavy hospodářských zvířat jsou zjišťovány na základě výběrového šetření aktivně hospodařících zemědělců. Do živočišné výroby patří i produkce jatečných zvířat, mléka, snáška vajec, výsledky chovu včel, a také sem statistika zahrnuje nákup mléka. 
Z rostlinné výroby statistika sleduje osevní plochy zemědělských plodin, které se zjišťují vždy k 31. květnu. Jde o jarní produktivní plochu, ze které se ve sledovaném roce očekává sklizeň. V osevech se zjišťují plochy plodin pěstovaných v daném roce jako hlavní plodina. Sleduje se rovněž sklizeň zemědělských plodin, kdy jde o skutečně sklizené množství plodin z výměry produkční plochy. 
Ekonomické ukazatele představuje souhrnný zemědělský účet (SZÚ), který je základním metodologickým nástrojem pro měření ekonomické velikosti a výkonnosti odvětví zemědělství v rámci národního hospodářství. Je sestavován na základě nařízení Evropského parlamentu a Rady (ES) č. 138/2004 o souhrnném zemědělském účtu ve Společenství. Součástí SZÚ jsou také neoddělitelné nezemědělské vedlejší činnosti, které jsou úzce spjaté se zemědělskou výrobou, ale nejsou účetně sledovány samostatně; nelze je tedy oddělit od hlavní zemědělské činnosti.